# Saint-Paul-sur-Ubaye
Saint-Paul-sur-Ubaye (okzitanisch Sant Pau d'Ubaia) ist eine französische Gemeinde mit 195 Einwohnern (Stand 1. Januar 2022) im Département Alpes-de-Haute-Provence in der Region Provence-Alpes-Côte d’Azur. Sie gehört zum Kanton Barcelonnette im Arrondissement Barcelonnette.

## Geografie
Saint-Paul-sur-Ubaye ist die nördlichste und östlichste Gemeinde des Départements Alpes-de-Haute-Provence. Sie liegt in den französischen Seealpen. Die Ubaye entspringt mit ihren zahlreichen Quellbächen in der Gemarkung von Saint-Paul-sur-Ubaye. Diese grenzt im Osten direkt an Italien. Die angrenzenden französischen Gemeinden sind Val d’Oronaye und La Condamine-Châtelard im Süden, Crévoux, Vars und Ceillac im Westen sowie Saint-Véran im Norden.

## Bevölkerungsentwicklung
| 1962 | 1968 | 1975 | 1982 | 1990 | 1999 | 2008 | 2014 |
| ---- | ---- | ---- | ---- | ---- | ---- | ---- | ---- |
| 238  | 232  | 221  | 208  | 198  | 190  | 228  | 202  |

## Sehenswürdigkeiten
- Friedhof Maurin, Monument historique
- Kirche Saint-Antoine-du-Désert de Maurin, Monument historique
- Kirche Saint-Pierre-et-Paul
- Redoute de Berwick

Siehe auch: Liste der Monuments historiques in Saint-Paul-sur-Ubaye

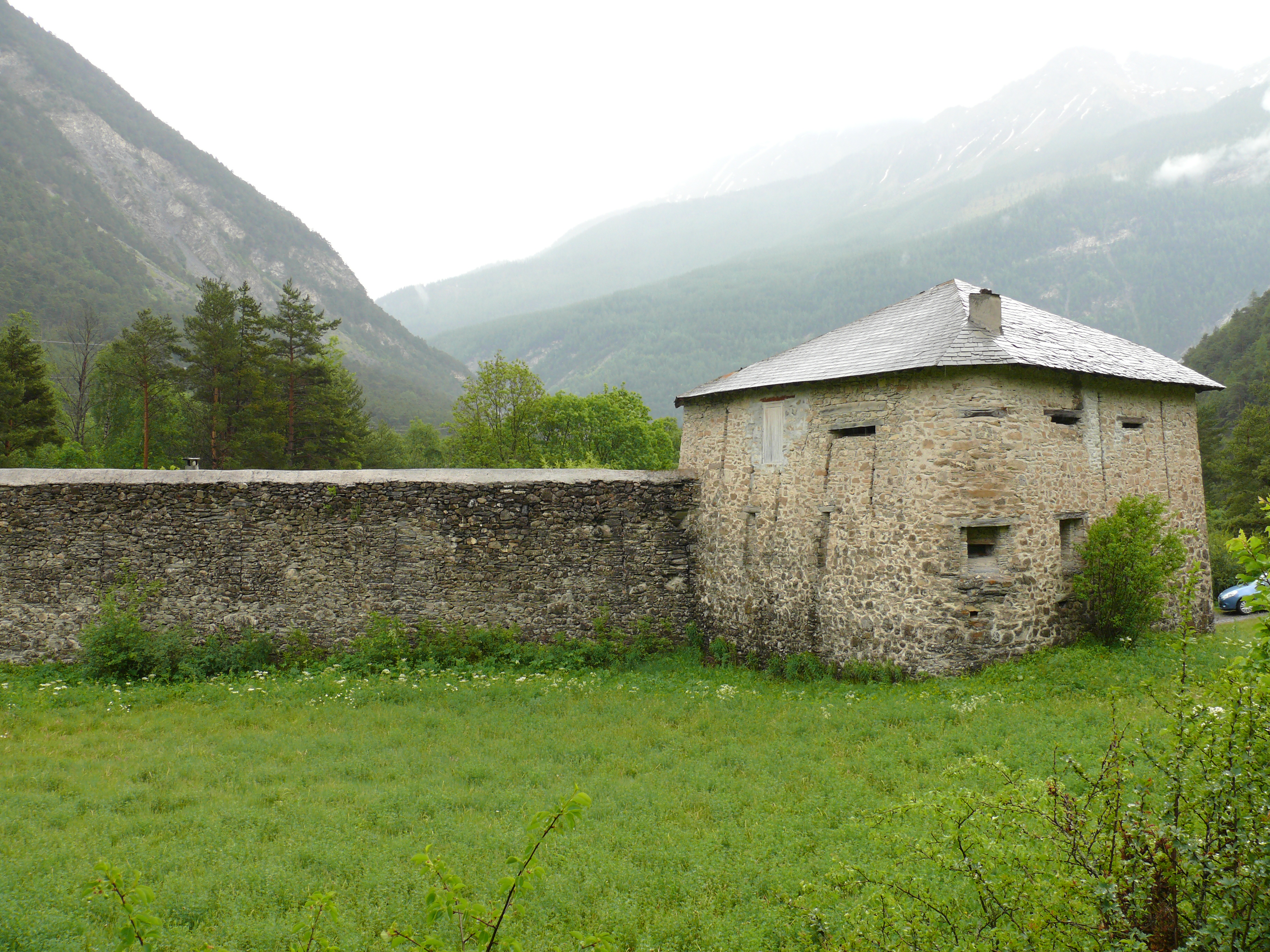
Redoute de Berwick
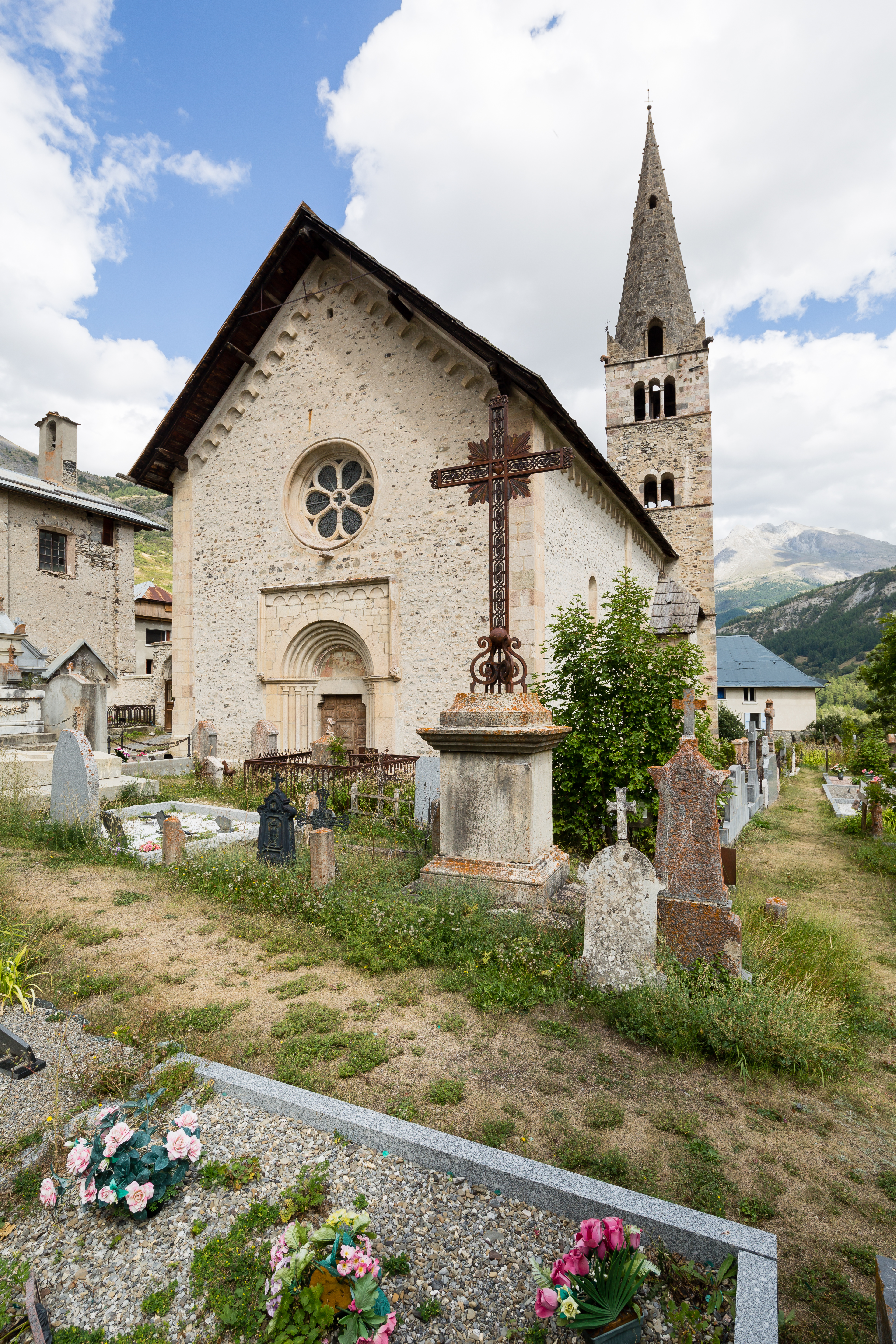
Kirche Saint-Pierre-et-Saint-Paul
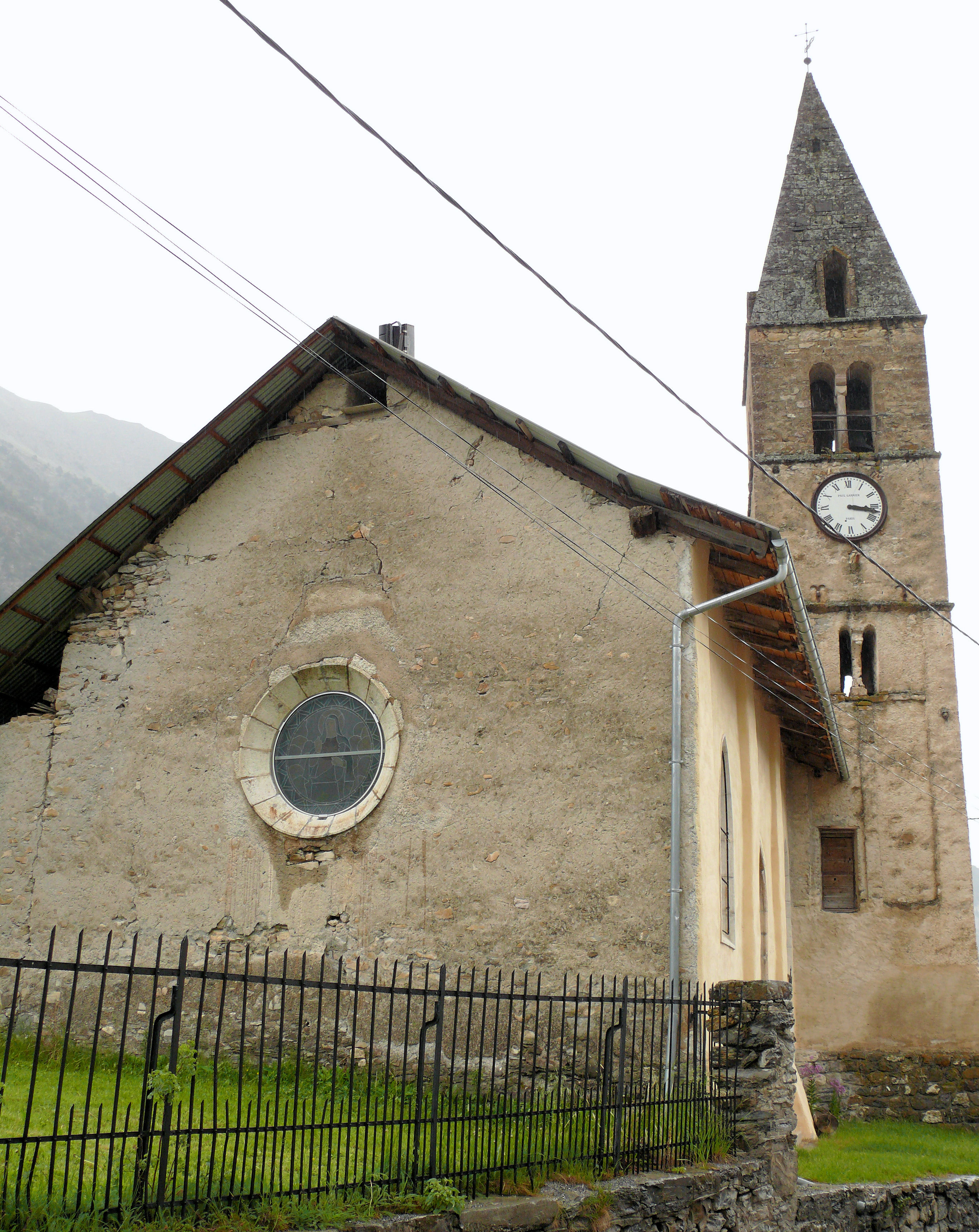
Kirche Saint-Thomas im Ortsteil Tournoux
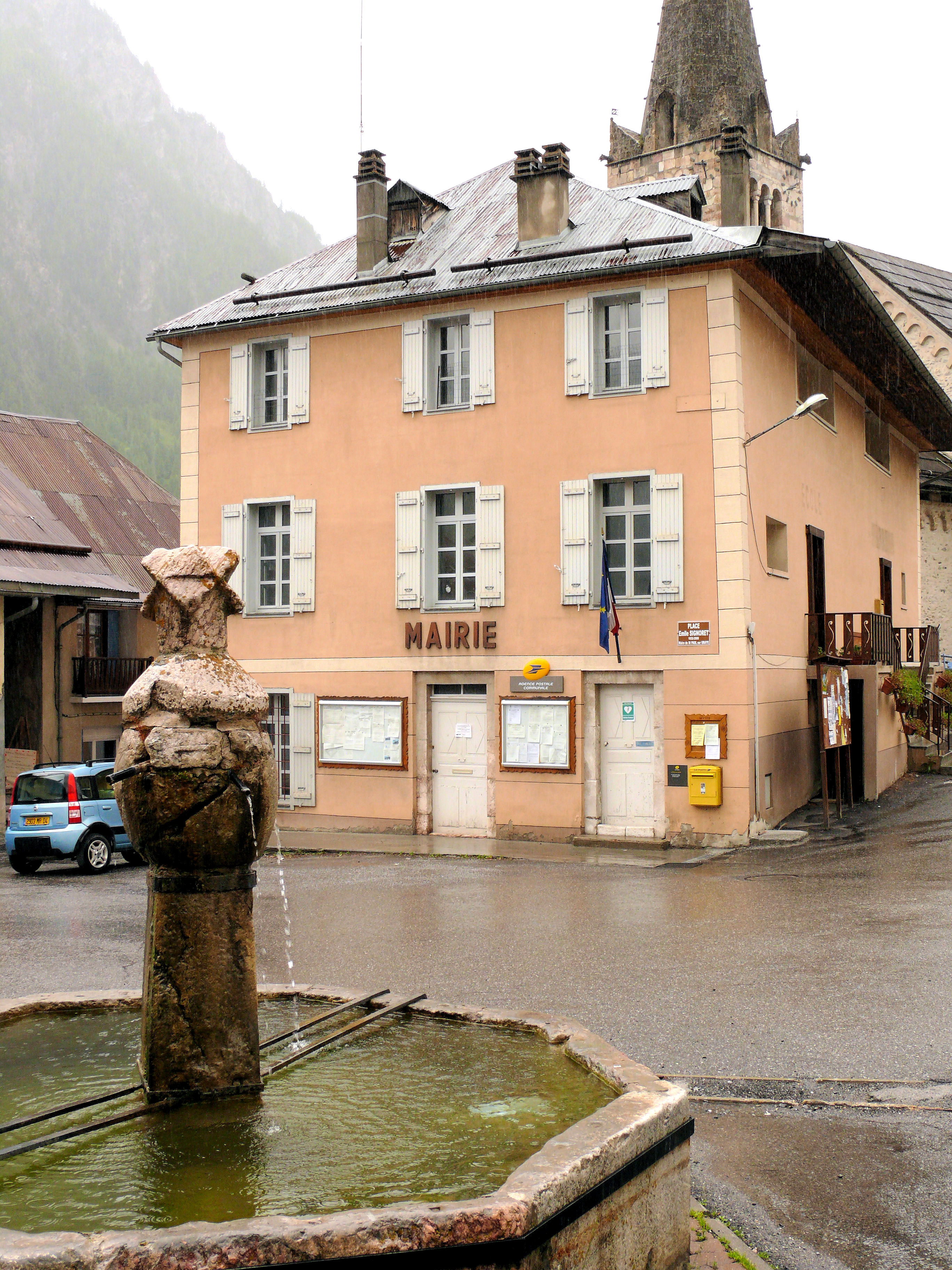
Mairie